# Fundación Ciencia Joven
La Fundación Ciencia Joven con base en Viña del Mar, es una organización sin fines de lucro cuya misión es mejorar la educación científica y crear una sociedad más preparada en ciencia, tecnología ingeniería y matemáticas, mediante la formación de líderes, innovación en educación y aumento del acceso de la información científica, en particular de niños, jóvenes y profesores.
Ciencia Joven organiza anualmente campamentos científicos para jóvenes y profesores de Chile y América Latina, entrega el Premio Innovación en Educación Científica y publica la Revista Ciencia Joven.

## Programas

### Premio Anual Innovación en Educación Científica
El premio es el único en su categoría y reconoce a las empresas e instituciones que ejecuten programas innovadores en la enseñanza de la ciencia escolar y universitaria.

### Campamentos Científicos
Mediante los campamentos científicos Kimlu y Kimkelen, la fundación apoyo el trabajo de jóvenes y profesores líderes en el área de ciencia y tecnología. Son programas que se realizan anualmente y han participado más de 150 personas de Chile, México y Uruguay.

### Revista Ciencia Joven
Es una revista científica evaluada por pares, que publica investigaciones científicas de jóvenes escolares. Es publicada en conjunto a la Sociedad de Biología de Chile, Sociedad de Microbiología de Chile y la Sociedad Chilena de Física.

### Centro de Educación Científica
Es un centro especializado, el cual realiza programas y asesorías en enseñanza de la ciencia a empresas, municipios y colegios de Chile.

## Financiamiento
La fundación es financiada gracias al autofinanciamiento que genera su Editorial Ciencia Joven y al aporte de empresas como Samsung, Telefónica y El Mercurio